# Amalie Wilhelmine von Königsmarck

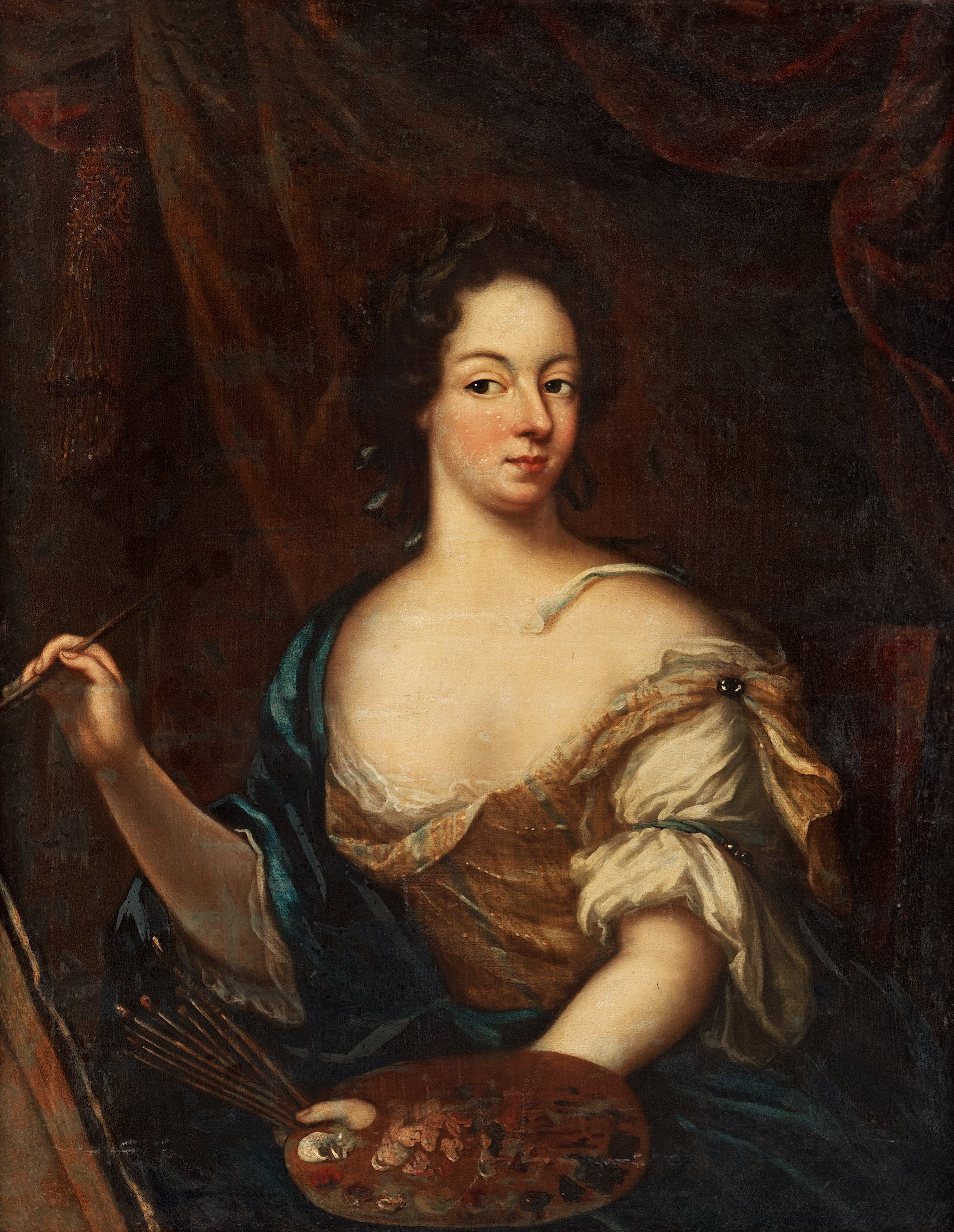
Amalie Wilhelmine von Königsmarck (Selbstporträt)

Amalie Wilhelmine Gräfin von Königsmarck (* 20. August 1663 in Stade; † 1740) war eine schwedische Adlige, Malerin, Schauspielerin und Dichterin.

## Leben
Amalie Wilhelmine von Königsmarck war die Tochter des schwedischen Reichsfeldzeugmeisters Kurt Christoph von Königsmarck und Maria Christine von Wrangel. Sie stammte aus einem alten märkischen Adelsgeschlecht und war die Enkelin des deutsch-schwedischen Feldmarschalls Hans Christoph von Königsmarck. Die Geschwister Amalie Wilhelmines waren Hans Karl von Königsmarck, Philipp Christoph von Königsmarck und die erste Mätresse Augusts des Starken Aurora von Königsmarck.
In Schweden gehörten sie und ihre Schwester Aurora zu den bekanntesten Teilnehmern des Amateurtheaters des königlichen Hofes. Im Winter 1683–84 führte eine Gruppe weiblicher Höflinge bei Hofe die schwedische Erstaufführung von Iphigénie von Jean Racine auf. In dem Stück spielte Amalia als „Achilles“. Die Aufführung gilt als bedeutendes Ereignis, da es das erste Theaterstück war, das in Schweden ausschließlich von einer weiblichen Besetzung aufgeführt wurde.
Amalie Wilhelmine heiratete 1689 den kursächsischen General der Infanterie Carl Gustav von Löwenhaupt. Ihr gemeinsamer Sohn war der spätere schwedische General Karl Emil Graf von Löwenhaupt. Dieser wurde gemeinsam mit General Buddenbrock 1743 in Stockholm wegen einer verlorenen Schlacht enthauptet.
Amalie Wilhelmine lebte nach dem Tode ihres Mannes (1703 in Hamburg) in ziemlich zerrütteten Verhältnissen in Bederkesa und wurde in den hannoverschen Akten öfter als „die alte Löwenhauptsche“ genannt.
Zu ihren bekannten Gemälden gehören ein Selbstporträt von 1688, ein Porträt ihrer Schwester Aurora, ein Porträt der adligen Katarina Ebba Horn von 1698 und ein Porträt von Sophia Dorothea von Hannover.